# Макдауэлл, Миссисипи Фред
Миссисипи Фред МакДауэлл (настоящее имя — Фред Макдауэлл, англ. Fred McDowell; 12 января 1904 — 3 июля 1972), сценический псевдоним (англ. Mississippi Fred McDowell) — американский кантри-блюзовый певец и гитарист.

## Биография и карьера
Родился в Росвилле близ Мемфиса (штат Теннесси) в семье фермеров. В подростковом возрасте потерял родителей. Начал играть на гитаре в возрасте 14 лет на танцах в городе. В 1926 году переехал в Мемфис, где работал в ряде мест и играл на улице. В 1940 или 1941 году окончательно обосновался в Комо (Миссисипи), около 40 миль к югу от Мемфиса, но, ведя фермерское хозяйство, продолжал играть на танцах и пикниках. Сначала играл на слайд-гитаре карманным ножом, затем перешёл на слайд из рёберных костей коровы, в конце концов выбрал стеклянный слайд за его четкое звучание, который надевал на безымянный палец.
Хотя обычно Макдауэлла причисляют к исполнителям дельта-блюза, он считается одним из первых блюзменов к северу от Миссисипи, достигшим широкого признания за свою деятельность. Наряду с другими представителями «горного» кантри-блюза Северной Миссисипи — Джуниором Кримбо и Р. Л. Бёрнсайдом, записывался на студии Fat Possum record в Оксфорде (Миссисипи). Горный кантри-блюз близок по структуре и звучанию к африканским корням, для него характерно избегание смены аккордов для гипнотического эффекта гудения (drone).

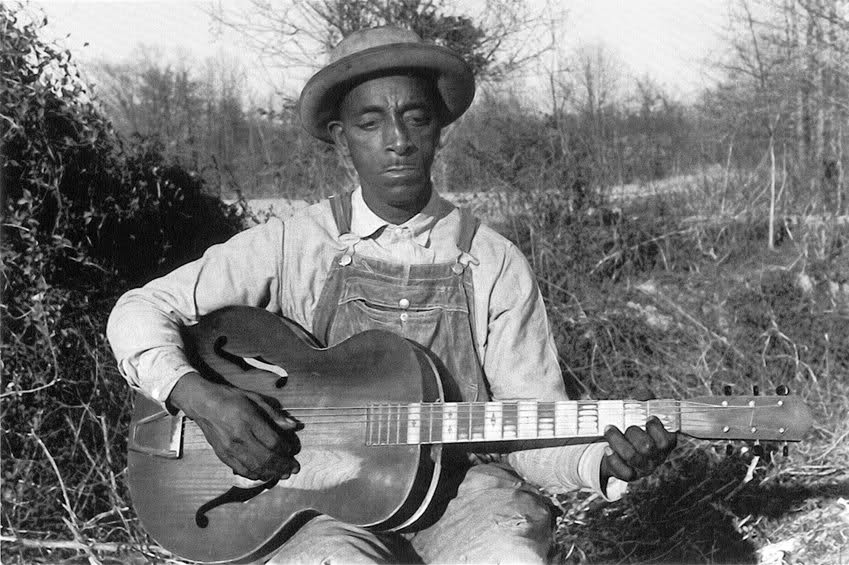
Миссисипи Фред Макдауэлл в 1960-м году

В 1950-х годах интерес к блюзу и фолк-музыке в США возрос, и к творчеству музыканта было привлечено внимание широкой общественности после записей 1959 года при поддержке Алана Ломакса и британской фолк-певицы Ширли Коллинз. Макдауэлл стал популярен и часто выступал на фестивалях и в клубах. Продолжая играть блюз в стиле «Северной Миссисипи» на протяжении десятилетий, иногда использовал электрическую гитару вместо акустической. Хотя особо подчёркивал: «Я не играю рок-н-ролл», сотрудничал с большим количеством молодых рок-музыкантов: давал частные уроки слайд-гитары Бонни Рэйтт и, как сообщается, был польщён, услышав довольно схожую с оригиналом версию его песни «You Gotta Move» на альбоме «Sticky Fingers» (1971) группы The Rolling Stones. В 1965 году совершил поездку по Европе в рамках Фестиваля американского фолк-блюза вместе с Биг Мама Торнтон, Джоном Ли Хукером, Бадди Гаем, Рузвельтом Сайксом и другими.
«I Do Not Play No Rock ‘N’ Roll» (1969) стал первым альбомом, в котором Фред в большей степени использует электрогитару. Отличительной чертой были части интервью, в котором он рассматривал происхождение блюза и природу любви. Материал также состоит из широко известных блюзовых стандартов из репертуара Биг Джо Вильямса, Санни Бой Уильямсона, легендарного Ледбелли и других. Особенно выделяется песня чикагского пианиста Санниленда Слима (из группы Мадди Уотерса) «61 Highway (the Loneliest Road That I Know)», которая сама стала стандартом именно благодаря исполнению Макдауэлла (даже на некоторых пластинках автора часто указывали как — Fred McDowell). Основная концепция альбома выражена в названии и состоит в стремлении к «чистоте» блюза, что было важно в 1969 году — году Вудстока, когда рок стал главным течением в американской музыке.
Заключительный альбом, «Live in New York», является записью концерта, который прошёл в ноябре 1971 года в The Gaslight Cafe, в Гринвич-Виллидж.
Умер от рака в 1972 году в возрасте 68 лет. 6 августа 1993 года на его могиле был установлен памятник. Включён в Зал славы блюза (1991).